# أغلى من عينيه (فلم)
أغلى من عينيه هو فيلم درامي ورومانسي إنتاج 1955 من كتابة وسيناريو وإخراج عزالدين ذوالفقار. الفيلم من بطولة عمر الحريرى، سميرة احمد، و حسين رياض. صدر الفيلم في 28 مارس 1955 في جميع دور العرض المصرية والعربية. صور هذا الفيلم في استديوهات ستديو مصر التي انشأها الاقتصادى المصري الكبير طلعت حرب منذ عام 1927.

## ملخص الفيلم
كان كمال شابًا وسيمًا تخرج للتو بدرجة الليسانس حقوق بدرجة امتياز. كانت حياته مصممة بشكل جيد حيث كان لديه بالفعل خطيبة ووظيفة مرتبطة بوالد خطيبته. ومع ذلك، تغيرت هذه الحياة حيث اشتعلت النيران في منزله وأُبلغ أن والدته محاصرة بالداخل. لذلك، اندفع فورًا إلى ألسنة اللهب لإنقاذ والدته العزيزة، لكن للأسف أصيب بجروح بالغة من حروق أضرّت بمعظم وجهه الوسيم. عندما استيقظ في المستشفى، بدأ يدرك أنه فقد كل شيء، بما في ذلك وظيفته وخطيبته ووالدته. ثم يبدأ حياة جديدة عندما يبحث ذات يوم في الشوارع ويعثر على منزل أبو منصور، حيث سمح لكمال بالإقامة في منزله في الوقت الحالي بسبب ظروف كمال، ثم وجد هواية جديدة تؤمّنه به. المال، وهو ما يحدث للمقامرة. حيث التقى برأفت الذي كان فيما بعد سبب لقاء هدى وكمال. بدأ يتعاطف مع هدى بعد اكتشافه أنها عمياء . بعد وفاة رأفت بمحاولة انتحار، تزوج كمال من هدى وترك القمار. لاحقًا، كانت لدى هدى آمال كبيرة في إجراء عملية جراحية للعين كما وعدها والدها، لكنه كان وفي كل مرة ينفق المال في القمار. اكتشفت هدى لاحقًا أن لديها آمالًا زائفة حتى يزور الطبيب منزلها ويؤكد لها أن الجراحة ستجرى. في هذه اللحظة، أدرك كمال أنها ستتمكن من رؤية وجهه المصاب، فحاول دفعها بعيدًا قبل أن تتمكن من رؤية وجهه وتقرر الرحيل مثلما تركته خطيبته السابقة، لكنها رفضت تركه لأن حبها له كان لا مفر منه.

## طاقم العمل
- عمر الحريرى بدور كمال عبدالوهاب
- سميرة أحمد بدور هدى رأفت
- حسين رياض بدور أبو منصور
- ثريا فخري بدور ام منصور
- فتوح نشاطي بدور رأفت، والد هدى
- فاخر فاخر بدور ايميليو، صاحب نادي القمار
- سميحة أيوب بدور سلوى، خطيبة كمال السابقة
- فؤاد فهيم بدور والد سلوى
- عزيزة حلمي بدور والدة سلوى
- عبد الرحيم الزرقاني بدور د.شوقي، طبيب هدى
- مونا فؤاد بدور صديقة ايميليو

## الإنتاج

### موسيقى
قام بتأليف الموسيقى الخلفية للفيلم وأشرف عليها محمد حسن الشجاعي. كان من أوائل الموسيقيين الذين ابتكروا وأنتجوا الموسيقى التصويرية للأفلام المصرية. وهو معروف أيضًا بإسهاماته المتعددة في العديد من الأفلام، لكنه اعترف في الغالب بتأسيسه لفرقتين موسيقيتين وأوركسترا لأوركسترا القاهرة السيمفوني. يتضمن الفيلم استعراضاً موسيقياً واحدة لأغنية حزر فزر التي غنتها المطربة كوكب صادق وقامت سميحة ايوب باستعراضها. الأغنية من كلمات فتحي قورة وإنتاج علي فراج.

### تصوير
كان وديد سرى مدير التصوير.عُرف بكونه قائد التصوير السينمائي لأنه كان من أوائل الطلاب الذين تعلموا التصوير السينمائي في الولايات المتحدة، وخاصة في جامعة كاليفورنيا. يتكون طاقمه من:
- كمال كريم كمصور
- علي خيرالله كمساعد مصور
- عواد أبو النجا كإضاءة
- مصطفى السيد كإضاءة

### ماكياج
كان التركيز الرئيسي في الفيلم على مكياج عمر الحريري حيث صور شخصًا مصابًا بحروق طفيفة في وجهه. كان رشدي إبراهيم مدير المكياج وعبد الحكيم أحمد مساعدا له. وبحسب مقابلة بين عمر الحريري ونهال كمال في برنامجها لسه فاكر، كان من المفترض وضع الماكياج على نصف الوجه وغطي نصف شعره لإظهار الحريري كضحية لحادث حريق. ومع ذلك، قرر الحفاظ على أسلوب الشعر الأصلي للامتناع عن ردود الفعل غير السارة أو المؤلمة من الجمهور.

## تحليل الشخصيات
- كمال عبد الوهاب تمثيل عمر الحريرى ، كان شاباً وسيمًا، ولسوء الحظ كان عليه أن يمر بالعديد من الأحداث المدمرة التي غيرت حياته. بسبب حريق شب في مبنى سكني كمال، اندفع إلى النار لإنقاذ والدته. ومع ذلك، انتهى الحادث بحرق وجهه جزئيًا وفقدان والدته. رفض والد خطيبته، الذي أمّن له وظيفة بأجر جيد في شركته، رفضه بسبب إصابات وجه كمال. ومع ذلك، قرر كمال أن يبدأ حياة جديدة بمهنة وإقامة مختلفة تمامًا. في المقابل، سعى كمال إلى الانتقام من كل من استخف به أو رفضه بسبب مظهره وليس مهاراته وقدراته.
- هدى رأفت تمثيل سميرة أحمد وهي حب كمال الثاني. كانت هدى ابنة رأفت عمياء ولكنها جميلة جدًا. كان لديها كلب خدمة يدعى لاكي رافقها في معظم الأوقات التي تعاملت معه كصديق كانت تتحدث معه. كانت هدى شخصًا مخلصًا لوالدها وكانت تنبهه دائمًا بأخذ أدويته في الوقت المحدد وإقناعه بمغادرة عالم القمار. تمثل هدى زوجة مخلصة ستفعل المستحيل لمجرد إبقاء شريكها إلى جانبها. كما أظهرت ولاءً لوالدها لأنها كانت تنبهه دائمًا لأخذ أدويته وإقناعه بمغادرة عالم القمار. ومع ذلك، فإنها تصاب بخيبة أمل كلما قام والدها بتأجيل زيارتهم لطبيب العيون ويعذرها والدها لعدم امتلاكه المال الكافي للجراحة لأنه يستخدم المدخرات في المقامرة. كانت هدى تغرق ببطء في آمال كاذبة بإمكانية أن تتمكن من رؤية مرة آخرى. ومع ذلك، بينما ينير طبيبها آمالها عندما يوافق على الجراحة، اكتسبت طاقتها مرة أخرى وتمكنت من رؤية العالم بألوانه الخاصة.
- رأفت الذي مثله فتوح نشاطي ، كان والد هدى. يمثل رفعت أبًا مهتمًا ولكن أيضًا جشعًا يريد الأفضل لابنته الوحيدة ولكنه يتطلع إلى كسب المال من خلال المقامرة. كان سيفعل أي شيء من أجل المشاركة في جلسات المقامرة التي أجريت في نادي المقامرة التابع لـ ايميليو. حتى أنه استخدم مدخرات هدى في جراحة العيون ليتمكن من المشاركة مع أصدقائه للمقامرة. في أحد الأيام، أدرك أن ما كان يفعله حتى الآن غير لائق ومتهور كأب، وهو ما ساعده كمال على إدراك ذلك. لكنه بدلًا من تصحيح أخطائه قرر إنهاءها نهائيًا ومحاولة الانتحار حيث حمل مسدسًا وأطلق النار على نفسه. أدرك أنه لم يكن أفضل أب لابنته وأنه لا يستحق العيش بعد سرقة حلم ابنته في التعافي.
- أبو منصور الذي مثله حسين رياض ، هو الذي أخذ كمال عندما توقف بالقرب من منزله عن غير قصد. أبو منصور يعني والد منصور حيث لم يفصح المخرج عن الاسم الحقيقي للشخصية. فقد أبو منصور ابنه (منصور) أثناء الصيد، حيث غمرته الأمواج. لذلك اتخذ كمال ابنه واهتم به من حيث المأوى والغذاء والأمان. لقد مثل الممثل الكبير حسين رياض دور الأب الحنون الذي يعتني بأسرته والمرشد لأطفاله ليعيشوا حياة ناجحة.